# Умполюнґ
Умполюнґ (рос. обращение полярности, англ. umpolung) - процес, при якому нормально альтерновані донорні та акцепторні реактивні центри ланцюга, що є результатом, наприклад, наявності O- чи N-гетероатомів, взаємноміняються (відбувається ніби обернення полярності частинки). 
Умполюнг реактивності найчастіше проявляється при тимчасовому обміні гетероатомів (N, O) на інші, такі як P, S та Se. Початкове значення цього терміна поширювалось на зміни залежності реактивності двох центрів, що узгоджувалась із загальноприйнятими моделями, на обернену. Пр., реакція R–C≡CX (X = галогенід) як синтона R–С≡C+ (тобто електрофільний ацетилен) є умполюнгом нормальної більш звичайної (тобто нуклеофільної) реактивності ацетиліду R–С≡C–.